# Скрибовцы (Можейковский сельсовет)
Скри́бовцы (бел. Скры́баўцы) — агрогородок в Щучинском районе Гродненской области Беларуси. Входит в состав Можейковского сельсовета.

## География
Агрогородок Скрибовцы располагается в 25 км к северо-востоку от города Щучин, в 90 км от Гродно. Железнодорожная станция Скрибовцы, на линии Мосты — Лида.

## История
В 2011 году сельский населённый пункт Скрибовцы был упразднён и вошёл в состав деревни Скрибовцы, деревня Скрибовцы преобразована в агрогородок.

## Население
По данным 2001 года — 660 жителей, 250 дворов.

## Инфраструктура
Действуют средняя школа, библиотека, больница и амбулатория, аптека, отделение связи.
Организована железнодорожная станция на перегоне Мосты — Лида.

## Религия
С 1407 года в Скрибовцах действует римско-католический приход Христа Царя. В 1993 году построена каплица, освящённая в 1994 году.

## Культура
- Дом культуры
- Историко-краеведческий музей «Спадчына»

## Достопримечательность
- Памятник землякам, погибшим в Великой Отечественной войне.